# إلمو ليفثنك
إلمو ليفثنك (بالهولندية: Elmo Lieftink) (22 فبراير 1994 بديفينتر في هولندا - ) هو لاعب كرة قدم هولندي في مركز الوسط.

## روابط خارجية
- إلمو ليفثنك على موقع قاعدة بيانات كرة القدم.إي يو (الإنجليزية)
- إلمو ليفثنك على موقع Soccerway.com (الإنجليزية)
- إلمو ليفثنك على موقع عالم كرة القدم.نت (الإنجليزية)